# 16 الدجاجة
16 الدجاجة تسمية فلامستيد 16 Cygni أو 16 Cyg نظام نجمي ثلاثي في كوكبة الدجاجة على بعد 69 سنة ضوئية من الأرض ويتألف النظام النجمي من نجمين من نجوم النسق الأساسي نوع-G شبية بالشمس 16 الدجاجة A و 16 الدجاجة B، جنبا إلى جنب مع القزم الأحمر، 16 الدجاجة C. في عام 1996 تم اكتشاف كوكب خارج المجموعة الشمسية في مدار غير مألوف حول 16 الدجاجة B.

## المسافة
تم قياس إختلاف المنظر لألمع نجمين بواسطة بعثة القياسات الفلكية هيباركوس. هذا أسفر عن تزيح يساوي 47.44 ملي ثانية قوسية للنجم 16 Cygni A , و47.14 ملي ثانية قوسية للنجم 16 Cygni B. وبما أن النجمين مترابطين، فمن المعقول أن نفترض أنهما يقعان على مسافة واحدة. لذلك اختلاف التزيح هو نتيجة لخطأ تجريبي .
باستخدام قياس اختلاف المنظر من النجم A، فأن المسافة هي 21.1 فرسخ فلكي. وباستخدام قياس اختلاف المنظر من النجم B فأن المسافة 21.2 فرسخ فلكي.

## العناصر النجمية
16 الدجاجة هو نظام ثلاثي هرمي. نجوم A و C تشكل ثنائي وثيق الحد الأدنى الفاصل بينها 73 وحدة فلكية.
العناصر المدارية للثنائي A-C غير معروفة حاليا. العنصر الثالث محدد بالتعين 16 الدجاجة B. ويقع على مسافة 860 وحدة فلكية من (A) . تم تحديد مدار B بالنسبة إلى الزوج A-C في عام 1999 ولم يتم تحديثة منذ ذلك الحين.
(اعتبارا من يونيو 2007): القيم المدارية المنطقية تتراوح في نطاق فترة من 18200 إلى 1.3 مليون سنة، و نصف المحور الرئيسي يتراوح ما بين 877 إلى 15180 وحدة فلكية . بالإضافة إلى زاوية ميلان مدارات B ما بين 100 و 160 درجة، هذا معاكس للمدار القطبي للثنائي A-C وهذا المدار المتعامد 90 درجة قد يكون إهليجي الشكل .
كلا 16 الدجاجة A و 16 الدجاجة B نجمين من نجوم النسق الأساسي نوع-G شبية بالشمس قزم اصفر ومصطلح قزم أصفر غير دقيق في الحقيقة ان نجوم نجوم النسق الأساسي نوع-G بيضاء في الغالب.
كلا النجمين 16 الدجاجة A و 16 الدجاجة B ، على حد سواء ووفقا لبيانات مسح جنيف-كوبنهاغ لهما كتلة مشابهة للشمس.
تقديرات العمر للنجمين تختلف قليلا، ولكن نظام 16 الدجاجة من المرجح أن يكون أقدم بكثير من النظام الشمسي، عند حوالي 10000 مليون سنة. النجم 16 الدجاجة C هو أكثر خفوتا بكثير من A-B ، ويمكن أن يكون قزم أحمر .

## منظومة كوكبية

مدار 16 Cygni Bb مقارنة مع مدرات كواكب النظام الشمسي

في أكتوبر 1996 تم اكتشاف كوكب خارج المجموعة الشمسية في مدار غير مألوف حول النجم 16 الدجاجة B. مدار الكوكب يستغرق 798.5 يوم ليكتمل، مع نصف محور رئيسي يعادل 1.68 وحدة فلكية .
ومثل معظم الكواكب خارج المجموعة الشمسية التي يمكن اكتشافها من الأرض، تم استنتاج وجود 16 Cygni Bb من قياس السرعة الشعاعية للنجمه الأم. قدرت كتلة الكوكب في ذلك الوقت بحوالي 1.68 مرة (MJ) كتلة كوكب المشتري.
في عام 2012، اثنين من علماء الفلك , E. Plavalova و N.A. Solovaya, أظهرا أن المدار المستقر للكوب سيتطالب كتلة تعادل 2.38 من كتلة المشتري، بحيث مداره كان يميل 45 درجة أو 135 درجة.
لنظام 16 Cyg B، فقط الجسيمات ضمن حوالي 0.3 وحدة فلكية ستبقى مستقرة خلال مليون سنة من التشكل، تاركة الباب مفتوحا أمام إمكانية كواكب فترة قصيرة بالنسبة لSolovaya و Plavalova ،عمليات الرصد تستبعد أي كوكب مثل هذاأكثر من كتلة نبتون.
كان هناك رسالة سيتي النشيط رسائلة لاسلكية بين النجوم تم إرسالها إلى نظام الدجاجة 16 , تم بثها من أكبر رادار 70 مترا (230 قدما) في أوراسيا , ردار إيفباتوريا الكوكبي RT-70 في القرم, وسميت الرسالة الدعوة الكونية .تم إرسالها في 24 مايو عام 1999، وسوف تصل 16 الدجاجة في نوفمبر 2069 .

### نظام الدجاجة 16 ضمن مجال رؤية تلسكوب كبلر الفضائي
| رفيق (بترتيب النجوم) | كتلة           | نصف محور (AU) | الفترة المدارية (يوم) | انحراف        | ميلان | نق |
| -------------------- | -------------- | ------------- | --------------------- | ------------- | ----- | -- |
| 16 Cygni Bb          | 2.38 ± 0.04 مJ | 1.693         | 799.5                 | 0.689 ± 0.011 | —     | —  |

## اقرأ أيضا
- قنطور الأقرب
- غليزا 422
- طرق اكتشاف كواكب خارج المجموعة الشمسية
- كوكب OGLE-2005-BLG-390Lb
- اتش دي 69830 بي
- نباض 1257+12
- كوكب جليسي 422 ب
- بروكسيما بي
- كبلر -16

## وصلات خارجية
- Jean Schneider (2011). "Notes for star 16 Cyg B". موسوعة الكواكب  خارج المجموعة الشمسية. مؤرشف من الأصل في 2011-11-18.
- "16 Cygni 2?". SolStation. مؤرشف من الأصل في 2018-09-29.
- "16 Cygni-B". جامعة إلينوي في إربانا-شامبين. The Planet Project. مؤرشف من الأصل في 2008-05-18. اطلع عليه بتاريخ 2017-01-01.
- "16 Cyg B". Exoplanets. مؤرشف من الأصل في 2016-11-30. اطلع عليه بتاريخ 2017-01-01.
- ماثيو هولمان؛ جهاد توما؛ سكوت تريمين (1997). "الاختلافات و الفوضى في إنحراف  كوكب يدور حول النجم 16 الدجاجة ب". Nature. ج. 386 ع. 6622: 254–256. Bibcode:1997Natur.386..254H. DOI:10.1038/386254a0. مؤرشف من الأصل في 2016-08-08. {{استشهاد بدورية محكمة}}: الوسيط غير المعروف |last-author-amp= تم تجاهله يقترح استخدام |name-list-style= (مساعدة)